# Théâtre Goya
Pour les articles homonymes, voir Goya.
Le Théâtre Goya est un théâtre de la ville de Barcelone, logé dans le siège du Centre Aragonés de Barcelone, en fonction depuis 1916.

## Histoire
Fondé en 1914, le Théâtre Goya ne commencerait son activité théâtrale que deux ans plus tard, comme salle de spectacles du Centre Aragonés de Barcelone. Il a été inauguré le 15 septembre 1916 avec La dicha ajena d'Antoni Torner et a dès lors accueilli des premières vedettes de la scène, comme Margarita Xirgu.
Dès les premières années, il a alterné le théâtre avec des projections cinématographiques. Depuis le 7 octobre 1932 il est devenu il exclusivement une salle de cinéma, sous le nom de Cine Goya. En 1939 ont commencé des travaux de modifications mais il n'a pu ouvrir comme cinéma qu'en 1947.
Le juin 1986 il a terminé son activité de cinéma et en octobre a récupéré l'activité théâtrale. Dès lors, par le théâtre Goya sont passés des grands succès de l'affiche barcelonaise comme Paco Morán, les sœurs Gutiérrez Caba, Núria Espert, Maria Jesús Valdés, Àngels Gonyalons, Pepe Rubianes...
En 2004 il a à nouveau fermé et a été sur le point de disparaître. Le Groupe Focor l'a loué et l'a ouvert de nouveau en 2008, sous la direction artistique de Josep Maria Pou. Depuis 2012 il est sponsorisé par l'entreprise catalane Codorníu, recevant officiellement le nom de Théâtre Goya Codorníu.

## Description

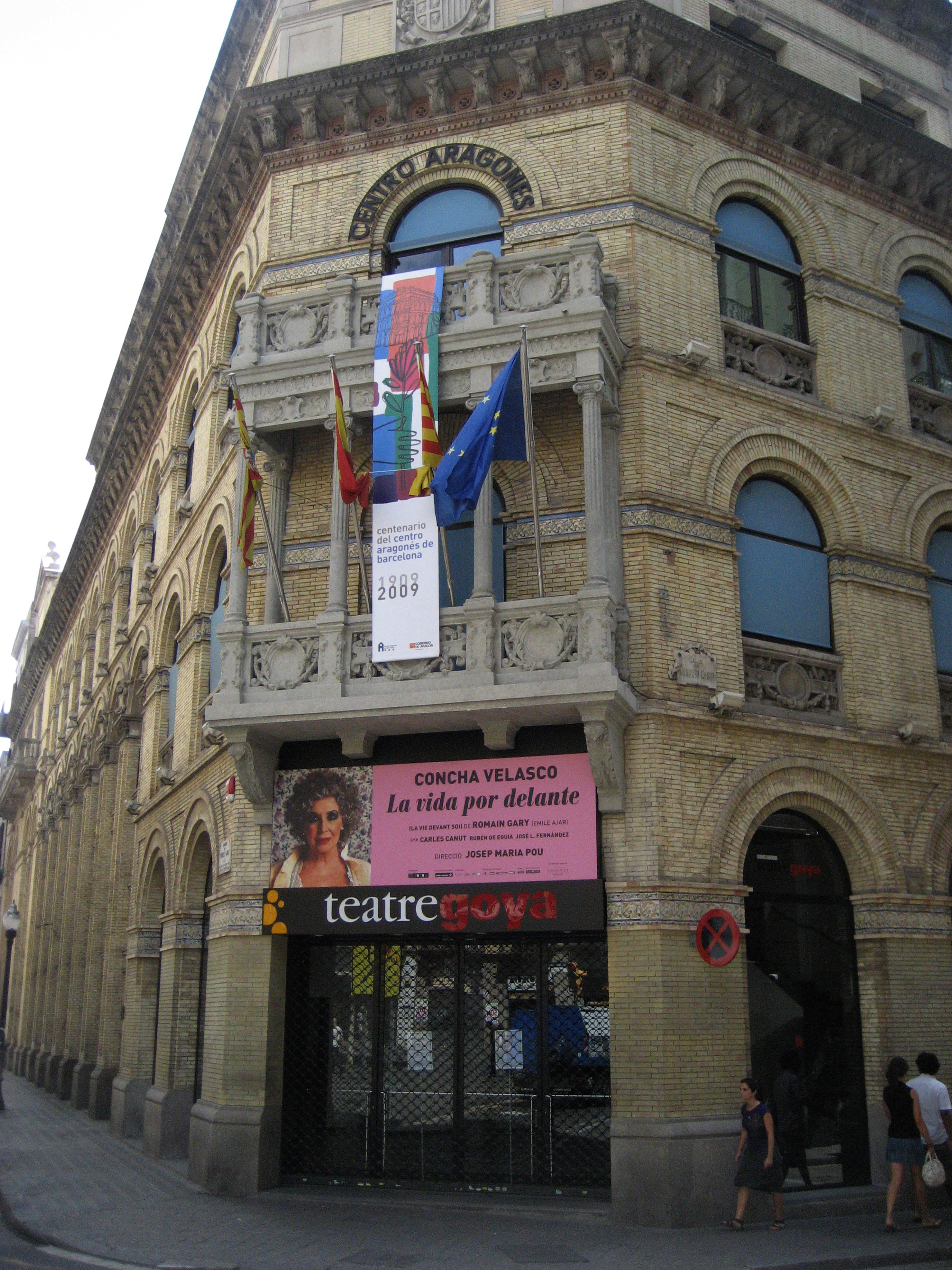
Façade du Théâtre Goya de Barcelone (août 2009)

Les façades, réalisées en 1914 en briques et décors de céramiques, sont de style mudéjar aragonais de la Renaissance.
Le bâtiment a reçu une mention au concours annuel de bâtiments artistiques de la Mairie de Barcelone à l'édition de 1917.
La salle avait une capacité de 1.500 fauteuils en 1916, avec plateau. Les travaux de 1986 ont réduit la capacité à 716 sièges.